# منثوفيوران
منثوفيوران هو مركب عضوي موجود في مجموعة متنوعة من الزيوت الأساسية بما في ذلك زيوت الفلية( صعتر الفرس). وهو شديد السمية ويعتقد أنه السم الرئيسي في الفلية المسؤول عن آثاره المميتة المحتملة.  بعد ابتلاع المينثوفيوران ، و خلال عملية الأيض يتم تنشيطه كيميائيًا إلى مركبات وسطية متفاعلة والتي تكون سامة للكبد.
يتم إنتاج المينثوفيوران حيويا من البوليجون بواسطة إنزيم مينثوفيوران سينثيز.

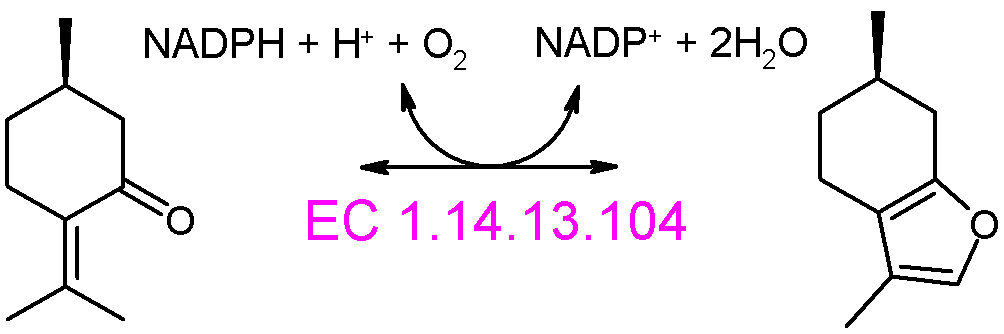
إنزيم مينثوفيوران سينثيز يحول البوليجون إلى مينثوفيوران

## التصنيع
يتم تصنيع مينثوفيوران من(5-methylcyclohexane-1,3-dione ) و ألينيلدايميثلسلفونيوم برومايد (allenyldimethylsulfonium bromide) في خطوتين من خلال إستراتيجية جديدة لطبقة الفورانول تتكون من إضافة (enolate )وإعادة ترتيبها.